# Bandcamp
Bandcamp（バンドキャンプ）とはアメリカ合衆国の非上場企業である。2007年にOddpostの共同設立者であるイーサン・ダイアモンドとショーン・グランバーガーがプログラマーのジョー・ホルトとニール・タッカーと共に立ち上げた。2008年に音楽のダウンロード販売を開始しており、インディーズアーティストを中心に宣伝プラットフォームを提供している。Bandcampを使用するアーティストはカスタマイズ可能なマイクロサイトを使って音楽をアップロードしたり共有したりしている。ウェブサイト上で全トラック無料で再生可能な上、ユーザーにオプションでアルバムもしくは曲ごとに適正価格で販売している。

## 機能
アーティストは寄付を受け付ける形で無料ダウンロードで提供したり、アーティストの電子メールリストに入ることで曲やアルバムを無料で入手することも可能である。他のオプションとして、購入した音楽をギフトとして送信したり、歌詞を表示したりウイッシュリストに個別の曲やアルバムを保存することが出来る。これらのオプションはアーティストが自身の曲への価格設定により切り替えることができる。一方、音楽を無料配信するアーティストにとってより簡単に自身の曲を売れるようになるオプションでもある。
Bandcampへの音楽アップロードは無料で、ウェブサイト上の売上の15%は企業のものになるが（支払いプロセッサ料金も追加される）、売上が5,000ドルを突破したら10%に引き下げられる。
Bandcampのウェブサイトではアーティストページでアーティスト自身の詳細情報やソーシャルメディアのリンク、マーチャンダイジングリンク、試聴可能な音楽の一覧を閲覧でき、アーティストは見た目を変えたり機能をカスタマイズするために自身のページでオプションを有効に切り替えたりカスタマイズすることができる。2010年、Facebook、Twitter、WordPress、Google+、Tumblr他のミニブログサイトの組み込み・共有リンクや電子メールのオプションが有効になった。2013年、iOS、Android端末に対応したモバイルアプリケーションの配布を開始、サイドローディングでBlackBerry 10での使用も可能になっていて、このアプリケーションでは音楽のダウンロードやアーティストのページをモバイルに最適化された形で閲覧することが出来る。
2015年初め、使用アーティストの売上高総計が1億ドルに達したことが発表された。
Bandcampにはダウンロードコードの発行機能があり、これをファンにメールで送ったり、ミュージック・カードを作ったりできる。

## 著作権対策
アーティストに対して対価を払わず、著作権のある音楽をファイル共有サイトや無料配布サイトからダウンロードする人が後を絶たない状況があるなか、Bandcampのようなサイトは、ユーザーには無料ストリーミングコンテンツを提供でき、またアーティストには無料を含めた自由な価格設定を提供することで潜在的なユーザーへのアプローチを可能とする。こうした無料コンテンツと柔軟な価格設定のバランスを取ることができる柔軟性のおかげで、このサイトは著作権侵害への対抗手段になる代替手段的なデジタル配信を、アーティストに提供することが出来る。企業のブログによれば、Googleに検索データを提供し、利用者に表示される音楽の違法コピーの検索結果からこのサイトに誘導を行うことで収益を生み出そうとしているという。このようなデータは、サイトの信頼性や、また作品の海賊版に対処する方法をアーティストにもたらしている。

## 著名アーティストとレーベル
2010年にアマンダ・パルマー、ロー・プレイセズ(Low Places)、ベッドヘッド(Bedhed)がアルバムの販売を自身のレコードレーベルからBandcampに切り替えTwitterで宣伝を行ったことからBandcampへの注目が集まった。
また2011年にはアクアリア、バスティオン、サンクタム、マシナリウム、テラリア、Plants vs. Zombies、LIMBO、スーパーミートボーイ、トゥ・ザ・ムーン、FEZ、Minecraft、スリープレス・ナイトの開発者など複数のインディーゲーム開発者が自身のゲームのサウンドトラックをBandcampで公開したことでBandcampの人気が高まった。
2014年12月、Bandcamp for Labelsがスタート、サブ・ポップ、ファット・レック・コーズ、エピタフ・レコードといった人気インディーレーベルがBandcampにページを開設した 。
2021年7月、国内アーティストの平沢進がBandcampにページを開設した。